# Династията Романови (документален сериал)
„Династията Романови“ (на руски: Романовы) е руски документален сериал, посветен на 400-годишнината от възкачването на династия Романови на руския престол. Премиерата на поредицата е на 4 ноември 2013 г. по руския Първи канал.

## Сюжет
Сюжетът включва историческите събития от възкачването на Михаил Фьодорович на руския престол до екзекуцията на царското семейство. Всеки епизод е посветен на един или няколко царе или императори от рода на Романови.

## Актьори
- Денис Беспалей — глас зад кадър
- Любов Германова — глас зад кадър
- Андрей Шибарин — Михаил Фьодорович
- Александър Горелов — Алексей Михайлович
- Константин Шелягин — Фьодор III Алексеевич
- Ирина Жерякова — София Алексеевна
- Артур Иванов — Петър I
- Аля Кизилова — Екатерина I
- Велимир Русаков — Петър II
- Юлия Полиская — Анна Ивановна
- Ирина Агейкина — Елисавета Петровна
- Илия Щербинин — Петър III
- Анна Яшина — Екатерина II
- Василиса Елпатевская — Екатерина II (млада)
- Дмитрий Уросов — Павел I
- Николай Исаков — Александър I
- Сергей Дружко — Николай I
- Вадим Сквирски — Александър II
- Венчислав Хотяновский — Александър III
- Алексей Ермилишев — Николай II
- Иван Либеров — Николай II (млад)

## Награди
Сериалът е носител на награда ТЕФИ (2014).

## Издания
На 21 януари 2014 г. сериалът е издаден на DVD.

## В България
Премиерата на поредицата в България е на 13 септември 2019 г. по БНТ 1 с разписание всеки петък от 12:30 ч. с повторения по БНТ 2 от 18:20 ч.
| Озвучаващи актьори  | Таня Михайлова Емил Емилов |
| Преводач            | Живко Тодоров              |
| Редактор            | Калина Момчева             |
| Тонрежисьор         | Мая Зарчева                |
| Режисьор на дублажа | Кирил Бояджиев             |